# Bélédougou (cheval)
Pour les articles homonymes, voir Bélédougou.
Le cheval du Bélédougou, ou cheval de Banamba, est une race de chevaux originaire du Mali, appartenant au groupe des Barbe d'Afrique de l'Ouest.

## Histoire
La race est également connue sous le nom de « Banamba »,. Elle est traditionnellement élevée dans une région riche, par les Markas. Dans son essai consacré aux Bambaras (1954), Viviana Pâques décrit le cheval du Bélédougou comme « un barbe transformé par le climat et l'homme », ajoutant que le centre d'élevage est constitué par le canton de Touba, à 90 km au Nord-Est de Koulikoro.

## Description
Les Bélédougou présentent le type du « barbe » d'Afrique de l'Ouest. A. Challamel (1904) décrit le cheval du sud du Bélédougou comme « en général petit (1,34 m à 1,44 m), étroit et laid » ; en revanche, la Revue générale de médecine vétérinaire les décrit comme « bien étoffés ».
Georges Doutressoulle les décrit (en 1952) comme des chevaux de taille moyenne, environ 1,45 m à 1,50 m. Les Bélédougou sont réputés plus musclés que les chevaux des contrées désertiques.

## Diffusion de l'élevage
L'étude menée par l'Université d'Uppsala, publiée en août 2010 pour la FAO, signale le Bélédougou comme race de chevaux locale africaine dont le niveau de menace est inconnu. Le niveau de menace sur la race n'est pas non plus renseigné dans la base de données DAD-IS, qui ne fournit aucun relevé d'effectifs.
La race provient de la région du même nom, et plus généralement, de la partie la mieux irriguée du Mali.